# Bootsunglück im Niger 2023
Das Bootsunglück im Niger 2023 geschah in der Nacht vom 12. auf den 13. Juni. Im besagten Fluss kenterte ein Boot und zerbrach in zwei Teile. An Bord des mit schätzungsweise 270 bis 300 Personen stark überbeladenen Bootes waren hauptsächlich Gäste einer Hochzeit im nigerianischen Bundesstaat Kwara, die aufgrund des starken Regens mit dem Boot weiterfahren wollten. Mindestens 103 Menschen starben.

## Hintergrund
Siehe auch: Nigerias Infrastruktur
Bootsunfälle auf dem größten Fluss Westafrikas sind häufig Folge nicht beachteter Sicherheitsbestimmungen, fehlender Rettungswesten, Überbeladung und schlechter Schiffswartung. Nächtliches Fahren auf dem Fluss ist de jure verboten, wird aber zu selten durchgesetzt, weshalb es oft vorkommt. Viele Nigerianer nutzen Boote als Transportmittel, um den schlecht gepflegten Straßen des Landes zu entkommen, insbesondere während der Monsunzeit. In den letzten Jahren haben sich die Bootsunfälle im Land gehäuft.

## Vorfall
Am 11. Juni fand eine Hochzeit im Dorf Egboti (auch als Egbu geschrieben) in der Nähe der Stadt Pategi im Bundesstaat Kwara statt. Die meisten Teilnehmer waren Verwandte des Brautpaares aus fünf anderen Dörfern: Ebu, Gakpan, Kpada, Kuchalu und Sampi. Sie feierten bis spät in die Nacht und kehrten aufgrund des Hochwassers auf dem Weg vom Hochzeitsort mit einem lokalen Holzboot auf dem Fluss Niger zurück.
Ungefähr 270 Personen sollen auf dem Boot gewesen sein – weit über der Kapazität von 100 Personen. Die Motorräder wurden ebenfalls geladen. Noch ist unklar, ob alle Passagiere an der Hochzeit teilnahmen. In den frühen Morgenstunden des 12. Juni, zwischen 3 und 4 Uhr Ortszeit (UTC+1), geschah das Unglück, weshalb noch einige Stunden vergingen, bevor Polizei und Rettungskräfte vom Unglück erfuhren. Viele Passagiere ertranken in dem durch den Monsun angestiegenen und schnell fließenden Fluss. Es konnten sich 144 Menschen retten. Die genaue Ursache des Vorfalls wird noch untersucht, die Polizei teilte jedoch mit, dass ein Teil des Bootes bereits unmittelbar nach dem Ablegen an der Motorseite eingebrochen und dann vollgelaufen sei.

## Ursachen
Die Ursache des Vorfalls ist noch unklar und wird untersucht. Die örtliche Polizei berichtete, dass ein Teil des Schiffs zusammenbrach, was zu Einflutungen ins Schiff und anschließend zum Kentern führte. Der Emir von Patigi teilte den Journalisten jedoch mit, dass das Boot von den Wellen des Flusses überspült worden sei, was zu einer Kollision mit einem Baum geführt habe, der im Fluss schwamm, was schließlich zum Kentern geführt habe.

## Reaktionen
Lokale Bewohner beschreiben den Vorfall als den tödlichsten Bootsunfall seit Jahren. Die Regierung vom Bundesstaat Kwara unter AbdulRahman AbdulRazaq drückte den Opfern und ihren Familien ihr Beileid aus und versprach restlose Aufklärung sowie Such- und Rettungsmaßnahmen. Auch der örtliche Häuptling und der Emir von Ilorin äußerten ihr Beileid.